# Szkoła lwowsko-warszawska
Treść tego artykułu może nie być zgodna z zasadami neutralnego punktu widzenia.
Dokładniejsze informacje o tym, co należy poprawić, być może znajdują się w dyskusji tego artykułu.
 Po wyeliminowaniu niedoskonałości należy usunąć szablon {{Dopracować}} z tego artykułu.
Szkoła lwowsko-warszawska – polska filozoficzna szkoła naukowa zapoczątkowana przez Kazimierza Twardowskiego pod koniec XIX wieku we Lwowie i rozwijana dalej przez jego uczniów również w Warszawie; liczący się w swoim czasie na świecie ośrodek myśli filozoficznej i logicznej.
Rozkwit szkoły przypada na okres dwudziestolecia międzywojennego, a wybuch wojny i zmiany terytorialne, które dotknęły państwo polskie, oznaczały jednocześnie kres jej istnienia; jednak wpływ szkoły i jej metodologii trwał nadal poprzez jej kontynuatorów – z wyjątkiem Romana Ingardena i Henryka Elzenberga do lat 50. praktycznie wszyscy polscy filozofowie mieli kontakt ze szkołą.
Sukcesorami szkoły byli między innymi: Kazimierz Ajdukiewicz, Tadeusz Kotarbiński, Stanisław Leśniewski, Jan Łukasiewicz, Alfred Tarski, Stanisław Schayer, Zygmunt Zawirski, Tadeusz Czeżowski, Władysław Witwicki, Maria Ossowska, Stanisław Ossowski, Władysław Tatarkiewicz i Izydora Dąmbska.
Być może najbardziej prominentnym przedstawicielem tej szkoły był Alfred Tarski, który bywa wymieniany jako jeden z czterech najwybitniejszych logików wszech czasów – obok Arystotelesa, Gottloba Frege oraz Kurta Gödla.
Tuż przed wybuchem wojny grupa filozofów skupionych wokół szkoły liczyła kilkadziesiąt osób pracujących w tak różnych dziedzinach filozofii i nauk pokrewnych jak logika matematyczna, psychologia, socjologia, lingwistyka teoretyczna, historia sztuki i literatura.

## Początki
Po uzyskaniu habilitacji w roku 1895 Kazimierz Twardowski uzyskał stanowisko profesora filozofii na Uniwersytecie we Lwowie. Od samego początku jego zamiarem było stworzenie w Polsce, wtedy jeszcze pod zaborami, silnego ośrodka filozoficznego. Świadomie ograniczał własną pracę naukową, by większość swego czasu i sił poświęcić temu właśnie zadaniu. Ciesząc się wyjątkową charyzmą przyciągał do filozofii wielu zdolnych ludzi, w najlepszych latach swej działalności na jego seminaria uczęszczało ogółem ponad 200 osób, a jego wykładów słuchało ponad 2000.
Styl Twardowskiego charakteryzowała jasność i precyzja wypowiedzi na tematy filozoficzne. Traktował filozofię jako grupę powiązanych ze sobą nauk bardziej szczegółowych: logikę, etykę, estetykę, metafizykę, teorię poznania i dążył do naukowej ścisłości w ujmowaniu podejmowanych zagadnień. Oznaczało to maksymalnie ścisłe i jasne definiowanie pojęć, analizę ich możliwych znaczeń, celowe używanie terminologii naukowej i logiczne uzasadnianie twierdzeń. Podejście Twardowskiego naturalną koleją rzeczy dziedziczyli wszyscy uczniowie szkoły.
Mimo że sam Twardowski nie był logikiem, jego podejście zachęcało uczniów do zajmowania się problematyką logiki i metodologii naukowej. Pierwszym uczniem Twardowskiego, który zainteresował się logiką, był Jan Łukasiewicz. Już w roku 1906 poprowadził na Uniwersytecie Lwowskim wykłady z logiki, na które uczęszczali Ajdukiewicz, Kotarbiński, Czeżowski i Zawirski. Po roku 1912 do grona tego dołączył Stanisław Leśniewski.

## Warszawa
Wybuch wojny przyniósł wiele zmian dla szkoły. W roku 1915 Niemcy zezwolili na ponowne otwarcie Uniwersytetu Warszawskiego i część kadry lwowskiej przeniosła się do Warszawy. Stanowisko profesora filozofii objął Łukasiewicz. Twardowski, mimo usilnych nalegań ze strony Wydziału Filozofii i Senatu Uniwersytetu, nigdy nie opuścił Lwowa.
W Warszawie Łukasiewicz zetknął się z silnym środowiskiem matematycznym, powstającą w wyniku starań Zygmunta Janiszewskiego polską szkołą matematyczną, która głosiła konieczność skupienia wysiłków matematyków polskich na zagadnieniach teorii mnogości, podstaw matematyki i logiki matematycznej. Łukasiewicz i Leśniewski, który wkrótce do niego dołączył, spotkali się z przychylnością środowiska warszawskiego i obaj zostali profesorami Wydziału Matematyki i Nauk Przyrodniczych Uniwersytetu Warszawskiego. W niedługim czasie rozpoczęli wykłady z logiki, na które uczęszczało wielu późniejszych matematyków i filozofów. Byli wśród nich Alfred Tarski, Stanisław Jaśkowski, Adolf Lindenbaum, Andrzej Stanisław Mostowski, Mojżesz Presburger, Jerzy Słupecki, Bolesław Sobociński i Mordechaj Wajsberg. W czasie okupacji w tajnych zajęciach brali udział Jan Kalicki, Czesław Lejewski i Henryk Hiż.
Pierwszy etap działalności grupy warszawskiej można nazwać przygotowawczym i określić jako kształcenie kadr. W latach 1918–1929 Łukasiewicz wraz z Leśniewskim przede wszystkim prowadzili wykłady, publikując stosunkowo niewiele. Ich talenty wykładowców i zdolności organizacyjne Łukasiewicza oraz fakt, że logika matematyczna była w owym czasie w Polsce osobną dziedziną nauki wytworzyły coś na kształt kultu logiki: słowom Tarskiego „religia dzieli ludzi, logika ich łączy” wtórowały słowa Łukasiewicza „logika jest moralnością myśli i języka”.

## Lwów
Tymczasem we Lwowie Twardowski i Ajdukiewicz kontynuowali prace badawcze i kształcenie uczniów. Ich uczniami z tego okresu byli między innymi: Izydora Dąmbska, Maria Kokoszyńska, Henryk Mehlberg, Zygmunt Schmierer, Stefan Swieżawski, Stefan Baley, Walter Auerbach, Leopold Blaustein, Eugenia Blaustein (z domu Ginsberg), Seweryna Łuszczewska-Rohmanowa, Halina Słoniewska, Tadeusz Witwicki, Wacław Bednarowski. Współpracowała z nimi grupa katolickich filozofów skupiona w tak zwanym Kole Krakowskim z Janem Salamuchą i Józefem Marią Bocheńskim na czele. Wysoki poziom uprawiania filozofii we Lwowie sprawił, że w latach 30. do Uniwersytetu Lwowskiego dołączył także krakowianin, Roman Ingarden, choć wyznawał inny kierunek filozoficzny.

## Wojna
Założyciel szkoły, Kazimierz Twardowski, zmarł 11 lutego 1938 roku; nie doczekał więc wojny, która zniszczyła dzieło jego życia. Wielu uczonych związanych ze szkołą, zwłaszcza żydowskiego pochodzenia, poniosło śmierć z ręki Niemców, inni wyemigrowali, uciekając przed jednym lub drugim okupantem. Jeszcze przed wybuchem wojny zmarł Leśniewski, a Poznański wyemigrował do dzisiejszego Izraela. Podczas wojny zginęli: Presburger, Lindenbaum, Schmierer, Wajsberg. Natomiast Łukasiewicz, Tarski, Hiż, Kalicki, Lejewski, Mehlberg, Sobociński, Wundheiler i Bocheński wyemigrowali na Zachód.

## Dokonania
Jednym z założeń metodologicznych szkoły było, by filozof oprócz samej filozofii wykształcony był w jeszcze innej dyscyplinie szczegółowej. Popularnością cieszyły się zwłaszcza nauki przyrodnicze, choć mogły to być również psychologia, socjologia czy teoria sztuki.
Wiele założeń programowych szkoły pokrewnych jest koncepcjom brytyjskiej szkoły filozofii analitycznej i programowi Koła Wiedeńskiego, z którym szkoła nawiązała współpracę na przełomie lat dwudziestych i trzydziestych ubiegłego stulecia. Wbrew neopozytywistom, nie uznawano jednak zagadnień metafizycznych za bezsensowne.
Gdyby szukać cech wspólnych łączących wszystkich – lub, ostrożniej, większość – filozofów związanych ze szkołą, należałoby wymienić przede wszystkim: antypsychologizm, antyrelatywizm, antysceptycyzm, antynaturalizm w naukach humanistycznych i aksjologii, realizm w teorii poznania i filozofii nauki, obiektywizm w aksjologii oraz empiryzm. To w oparciu o te zasady szkoła dokonała czego dokonała i wywierała wielki wpływ na filozofię polską jeszcze długo po tym, jak już przestała istnieć.
Nie tworząc zupełnie jednorodnego nurtu, członkowie szkoły częstokroć polemizowali ze sobą, co prowadziło do stałego doskonalenia rozumowań i stanowisk. Również dzięki temu fenomen szkoły mógł zostawić po sobie trwały ślad w dziedzictwie kulturowym Polski.

### Metafilozofia
Wymienione wyżej zasadnicze cechy stylu filozofowania szkoły można scharakteryzować jako ogólnie pojęty racjonalizm. Jego skrajną postacią jest antyirracjonalizm, wyznawany przez Ajdukiewicza – racjonalne jest jedynie to, co daje się zakomunikować intersubiektywnie i daje się potwierdzić doświadczalnie. Antyirracjonalizm pociąga za sobą daleko idącą ostrożność, jeśli chodzi o problemy metafizyczne, aczkolwiek nie przekreśla ich całkowicie.
Tęsknoty ku jasności, jaką zdawała się oferować filozofia analityczna, nie przybrały więc w szkole tak skrajnego kierunku jak w przypadku Koła Wiedeńskiego. Mimo iż logiczna analiza pojęć stała się standardowym narzędziem filozofowania, szkoła nie posunęła się do stwierdzenia, że rola filozofii sprowadza się wyłącznie do analizy języka. Owszem, jest ona bardzo ważnym zadaniem filozofii, ale nie jedynym i nawet nie głównym – filozofia ma bowiem przede wszystkim badać rzeczywistość, a język jest jedynie narzędziem do realizacji tego celu.

## Znaczenie szkoły
Znaczenie szkoły należy rozpatrywać z dwóch punktów widzenia – lokalnego (polskiego) i międzynarodowego.
W przeciągu dwudziestu lat szkoła całkowicie zdominowała filozofię polską i stała się liczącym się ośrodkiem myśli filozoficznej na świecie. Uczeni, wychowani w tradycji filozoficznej szkoły, zdołali przekazać właściwy jej styl uprawiania filozofii również pokoleniom wyrosłym już po upadku szkoły, dzięki czemu nawet w okresie „marksistowskiej zimy” jej poziom, przynajmniej jeśli chodzi o metodologię, nie odbiegał od standardów światowych.
Dokonania szkoły wywarły wpływ również na filozofię międzynarodową, przede wszystkim w dziedzinie logiki.
Idee Tarskiego dotyczące problematyki prawdy są analizowane do dziś. Podobnego uznania nie zyskały sobie reizm Kotarbińskiego, radykalny konwencjonalizm Ajdukiewicza czy semantyczna teoria poznania.
We współczesnej nauce polskiej Jan Woleński nawiązuje do spuścizny szkoły lwowsko-warszawskiej. W 2013 r. został nagrodzony przez Fundację na rzecz Nauki Polskiej za wszechstronną analizę prac szkoły lwowsko-warszawskiej i wprowadzenie jej dokonań do międzynarodowego dyskursu współczesnej filozofii.